# 斎藤利三
斎藤 利三（さいとう としみつ）は、戦国時代から安土桃山時代にかけての武将。明智光秀の家臣。春日局の父。

## 出自
血統的には斎藤道三とは別の系譜で、本来の美濃斎藤氏の一族。ただし家系には諸説あって判然としない。
祖父は斎藤右兵衛尉某、父は斎藤伊豆守某（『寛永諸家系図伝』）、母は蜷川親順（室町幕府の重臣蜷川氏）の娘である。
親順の孫となる蜷川親長の妻は、利三の姉妹であり、系譜上の錯誤の可能性がある。徳川実紀には、「斎藤利三は明智光秀の妹の子」と書かれているが、後世に編纂されたもので、根拠は不明。斎藤利三と明智光秀の年齢差を考えると、妹ではなく姉だとする説もある。史料として光秀の妹と記されているのは、光秀の正室（妻木氏）の姉妹である。その母は、石谷光政に再嫁し、娘（長宗我部元親正室）をもうけた。
前室は斎藤道三の娘であったというが、史料的な裏付けはない。後室は稲葉家の娘で、斎藤利宗、斎藤三存、それに末娘の福（春日局）らを産んだ。福は稲葉重通（一鉄の子）の養女となり、江戸幕府の第3代将軍徳川家光の乳母となり、権勢を誇った。

## 生涯
天文3年（1534年）、斎藤伊豆守の子として生まれる。
利三は、実兄の石谷頼辰や明智光秀と同様に幕府の奉公衆の出身であり、上京後に摂津国の松山新介に仕え京都白河の軍事をつとめる（『寛政重修諸家譜』）。次いで斎藤義龍に仕え、後に、西美濃三人衆の一人・稲葉一鉄が織田氏へ寝返ると、それに従い、稲葉氏の家来になったとされるが、家来というよりは与力だった可能性が高いとする指摘もある。後に軍功の割に厚遇されていないことへの不満と一鉄への諫言を斥けられたことから稲葉家を致仕し、明智光秀から召し抱えられた。さらに光秀は那波直治も引き抜こうとして訴訟沙汰まで起こしていた。光秀の人材登用にかける思い入れの深さと姿勢が見られ、光秀の人材登用の真骨頂と評価されている 。光秀には重用され、明智秀満と並ぶ明智氏の筆頭家老として用いられた。光秀の丹波平定後、1万石を与えられて丹波黒井城主となり、氷上郡統治にあたる。
天正10年（1582年）、光秀が本能寺の変を計画すると、藤田行政・溝尾茂朝・明智秀満などの一部の重臣に計画を打ち明けているが、利三もその中に含められている（『信長公記』『川角太閤記』）。利三はその無謀さから秀満と共に光秀に対し反対したと言われている（『備前老人物語』）。しかし主君の命令には逆らえず、また光秀の恩義に報いるため、結局は本能寺の変に首謀者の一人として参加せざるを得なくなったとされる。
本能寺の変にて織田信長・織田信忠・義弟斎藤利治を討った後、備中から引き返してきた羽柴秀吉との山崎の戦いでは先鋒として活躍するが、敗れて逃走した。山崎から逃れてからは近江志賀郡の堅田に潜伏していた（『豊鑑』）。この地は光秀の重臣猪飼秀貞の領地であったが、秀貞が利三を騙して捕縛し秀吉に突き出した。一緒に潜んでいた利三の息子二人は斬られたとされる（『兼見卿記』）。6月18日、市中引き回しのうえ、六条河原で処刑された。23日、光秀と利三の首と胴体は繋がれて、三条粟田口で改めて磔刑となった（『兼見卿記』）。
その後、利三の遺骸は友人である絵師の海北友松や東陽坊長盛が夜間に奪い取り、長盛が住職をつとめる真如堂へ葬られた。現在も友松と並んで墓が立っている。

## 人物・逸話
- 子の斎藤三存が「明智与左衛門三存」を名乗っていることから、利三も明智姓を賜っていた可能性がある[9]。
- 利三は、堺の豪商・津田宗及等と茶の湯を嗜むなど、高い教養を兼ね備えていたとされる[10]。
- 徳川家光の乳母・春日局は、利三の娘である。また、利三の妹は、永禄6年に長宗我部元親の妻となり、嫡子・長宗我部信親など九人の子供を出産している[10]。
- 本能寺の変にて二条新御所で義弟であり同じ美濃斎藤氏の斎藤利治と戦っている。[11][12]。利治は病で加治田城において静養していると考えていたようであるが、二条新御所において防戦をしているのを確認し、降伏勧告をしたとされるが、利治は死を選んだ。
- 2014年6月、林原美術館（岡山市）所蔵の「石谷家文書」を林原美術館と岡山県立博物館が共同研究したところ、長宗我部元親と利三がやりとりした書状が見つかったと発表した[13]。書状で元親は四国侵攻を計画していた信長の命令に従う意向を示しており、岡山県立博物館の内池英樹主幹は「本能寺の変直前のやりとりが史料で初めて明らかになった。本能寺の変に影響を与えた可能性がある」と話している[14]。